# 济广高速动车组列车
济广高速动车组列车是中国铁路运行于山东省省会济南市至广东省省会广州市间的高速动车组列车，现每天开行2对列车。其中G798/795、G796/797次列车由济南局集团济南客运段担当，G2056/2057、G2058/2055次列车由广州局集团广州客运段担当。

## 历史
2014年1月22日，新增济南西～广州南G279/280次列车。
2015年7月1日，G280/279次列车延长至深圳北站始发终到。
2018年7月1日，原郑州东~广州南G549/550次列车延长至济南西站始发终到，车次调整为G2058/2055、G2056/2057次。
2022年4月8日，G2058/2055、G2056/2057次列车延长至江门站始发终到。
2024年6月15日，为配合配合京广高铁武汉至广州南段达速运营，G2058/2055、G2056/2057次列车恢复至广州南站始发终到，新增广州白云～济南东G796/797、G798/795次列车。

## 使用列车
G796/797、G798/795次列车使用配属于济南局集团济南东动车运用所的CR400AF-A；G2056/2057、G2058/2055次列车使用配属于广州局集团广州南动车运用所的CR400BF-Z，重联运行。